# Geroa Bai
Geroa Bai (Sí al futur en basc) és una coalició política d'àmbit navarrès integrada per Geroa Socialverds, el Partit Nacionalista Basc (EAJ/PNB), el partit local Atarrabia Taldea i l'associació Zabaltzen, que es va crear el 29 de setembre de 2011 davant la negativa d'Eusko Alkartasuna, Batzarre i Aralar de reeditar la coalició Nafarroa Bai per a les eleccions generals d'aquell any. La seva cap de llista era Uxue Barkos.

## Història

### Antecedents
En 2003 es va crear la coalició Nafarroa Bai (NaBai), formada pels partits Aralar, Partit Nacionalista Basc (PNB), Eusko Alkartasuna (EA) i Batzarre, juntament amb altres membres independents, presentant conjuntament a totes les cites electorals navarreses fins al 2011.
Per a la conformació de les noves candidatures per a les eleccions al Parlament de Navarra de 2011, els grups integrants de NaBai van intentar arribar a un acord electoral amb una reactualització de la coalició. A finals d'abril del 2010, Aralar i EA van arribar a un primer acord en el qual es fixava la proporcionalitat per a cada grup, que hauria de regir en les decisions de NaBai. El setembre, Aralar i PNB van signar un altre acord de compromís amb la coalició que, al seu vegada, modificava el repartiment intern de poder. Aquests acords van ser criticats tant per Batzarre, que considerava que es prioritzava el caràcter nacionalista de la formació, com pel grup d'independents encapçalat per Uxue Barkos, que se sentien "marginats" en el procés de negociacions;; el que finalment va propiciar que Batzarre abandonés NaBai i acceptés l'oferta d'Esquerra Unida de Navarra per conformar la nova coalició Izquierda-Ezkerra.
Després de l'oferiment realitzat el gener de 2011 per l'esquerra abertzale per arribar a un acord electoral amb NaBai, Aralar, PNB i els independents van signar un nou acord en el qual rebutjaven la incorporació de Batasuna per pretendre, segons ell, "dinamitar NaBai", i li exigien a EA que trenqués els seus  compromisos amb l'esquerra abertzale il·legalitzada si desitjava seguir en la formació, el que va ser rebutjat per EA que considerava compatibles ambdues opcions. Aquesta nova situació fou considerada com una ruptura de fet de Nafarroa Bai.
El 13 de febrer van ser presentades les llistes electorals al Parlament Foral i a l'Ajuntament de Pamplona, sense que hi figurés cap membre d'EA, el que va ser considerat per aquesta com la seva expulsió de facto de la coalició i va anunciar que presentaria la seva oferta electoral al marge de NaBai en una nova coalició amb la plataforma ciutadana Herritarron Garaia ('L'hora dels ciutadans') i es va plantejar la possibilitat de concórrer juntament amb Alternatiba (escissió d'Ezker Batua-Berdeak) i Sortu (nou partit de l'esquerra abertzale) en el cas que aquest últim finalment fos legalitzat Aquesta nova coalició finalment es va concretar en Bildu.
Per la seva banda, la Junta Electoral de Navarra va desestimar la impugnació d'EA i Batzarre contra l'ús de les sigles NaBai per part dels seus antics socis de coalició, de manera que finalment la nova coalició conformada per Aralar, PNB i independents es va presentar a les eleccions amb la marca NaBai2011. que va obtenir vuit parlamentaris (cinc d'Aralar, un del PNB i dos independents).

### Constitució
Després de l'avançament electoral de les eleccions generals de 2011, Aralar va proposar als altres membres de Nafarroa Bai de presentar-se juntament amb Bildu, qual cosa va ser rebutjada tant pel PNB com pel grup dels independents.
Davant aquesta situació, Aralar va acordar concórrer amb les forces integrants de Bildu en la nova coalició, Amaiur
L'1 de setembre de 2011 es va crear l'associació Zabaltzen a partir dels independents de Nafarroa Bai des de la seva fundació com a forma d'impulsar la continuïtat de Nafarroa Bai després de l'abandonament d'EA i de Batzarre, i davant l'acord pres per Aralar.
El 19 de setembre es va anunciar la incorporació del partit villavès Atarrabia Taldea, partit ja ha havia concorregut en altres cites electorals en coalició amb Nafarroa Bai, per tal de poder seguir constituint-se com coalició d'acord amb la legislació electoral, també es va fer públic que la seva cap de llista tornaria a ser Uxue Barkos. No obstant això, Aralar, propietària legal de la marca Nafarroa Bai, va impedir als altres integrants seguir usant-la, de manera que en les eleccions generals es van presentar amb el nom de Geroa Bai, amb la qual marcava la diferència amb la coalició present a les corporacions municipals i al Parlament de Navarra.
El 20 de novembre de 2011 es van celebrar les eleccions generals a Espanya. Geroa Bai va aconseguir a Navarra 42.415 vots, un 12,84%,i va obtenir un escó al Congrés dels Diputats que va passar a ocupar Uxue Barkos
El juny de 2012, Geroa Bai va presentar les seves bases organitzatives com un punt de trobada entre "abertzales, basquistes i progressistes" de cara a la seva consolidació com a aposta electoral en les eleccions navarreses, per a la qual cosa mantenia la fórmula d'una coalició entre el PNB i Atarrabia Taldea amb el suport de Zabaltzen. Si bé els càrrecs i la capacitat decisòria es repartirien entre Zabaltzen i el PNB al 50%, i Atarrabia Taldea quedaria vinculat a la coalició com a òrgan consultor en la seva condició de membre fundador, la qual cosa possibilitaria també la participació d'independents no adscrits a cap d'aquestes organitzacions.
L'octubre de 2012, els parlamentaris Manu Ayerdi i Patxi Leuza, membres de Geroa Bai pel PNB i Zabaltzen respectivament, van ser expulsats del grup parlamentari de Nafarroa Bai, de manera que van passar a formar part del grup mixt del Parlament de Navarra.

### Geroa Socialverds
En desembre de 2020 els membres independents de la coalició van formar el partit Geroa Socialverds (GSB/GSV) (Geroa Socialverdes/ Geroa Sozialberdeak) amb Uxue Barkos com a secretària general.

## Composició actual
La coalició la integren actualment quatre organitzacions.
| Partit / Organització | Partit / Organització              | Tipus                                |
| --------------------- | ---------------------------------- | ------------------------------------ |
|                       | Zabaltzen (Estenent)               | Associació progressista.             |
|                       | Atarrabia Taldea (AT)              | Partit local d'Atarrabia.            |
|                       | Partit Nacionalista Basc (EAJ/PNV) | Partit socioliberal basc.            |
|                       | Geroa Socialverds (GSB/GSV)        | Partit ecologista de centreesquerra. |

## Resultats electorals

### Parlament de Navarra
| Parlament de Navarra |             |        |            |        |     |          |
| Any                  | Líder       | Vots   | %          | Escons | +/– | Govern   |
| 2015                 | Uxue Barkos | 53,497 | 15.83 (#2) | 9 / 50 | 1   | Coalició |
| 2019                 | Uxue Barkos | 60,323 | 17.32 (#3) | 9 / 50 | =   | Coalició |
| 2023                 | Uxue Barkos | 43,660 | 13.23 (#4) | 7 / 50 | 2   | Coalició |

### Corts Generals
| Corts Generals (Resultats a Navarra) |         |         |         |         |         |        |       |                   |                   |
| Any                                  | Congrés | Congrés | Congrés | Congrés | Congrés | Senat  | Senat | Líder             | Govern            |
| Any                                  | Vots    | %       | #       | Escons  | +/–     | Escons | +/–   | Líder             | Govern            |
| 2011                                 | 42,415  | 12.81%  | 4t      | 1 / 5   | =       | 0 / 4  | =     | Uxue Barkos       | Oposició          |
| 2015                                 | 30,642  | 8.67%   | 5è      | 0 / 5   | 1       | 1 / 4  | 1     | Koldo Martínez    | Extraparlamentari |
| 2016                                 | 14,343  | 4.28%   | 6è      | 0 / 5   | =       | 0 / 4  | 1     | Daniel Innerarity | Extraparlamentari |
| 2019 (I)                             | 22,309  | 6.08%   | 5è      | 0 / 5   | =       | 0 / 4  | =     | Koldo Martínez    | Extraparlamentari |
| 2019 (II)                            | 12,709  | 3.79%   | 6è      | 0 / 5   | =       | 0 / 4  | =     | Koldo Martínez    | Extraparlamentari |
| 2023                                 | 9.839   | 2.9%    | 7è      | 0 / 5   | =       | 0 / 4  | =     | Koldo Martínez    | Extraparlamentari |

### Parlament Europeu
| Parlament Europeu |               |               |               |        |       |         |         |         |
| Any               | Total         | Total         | Total         | Total  | Total | Navarra | Navarra | Navarra |
| Any               | Vots          | %             | #             | Escons | +/–   | Vots    | %       | #       |
| 2019              | Dins del CEUS | Dins del CEUS | Dins del CEUS | 0 / 59 | =     | 27,202  | 7.99%   | 5è      |
| 2024              | Dins del CEUS | Dins del CEUS | Dins del CEUS | 0 / 61 | =     | 8,272   | 3.17    | 7è      |